# Tryphon signator
Tryphon signator är en stekelart som beskrevs av Johann Ludwig Christian Gravenhorst 1829. Tryphon signator ingår i släktet Tryphon och familjen brokparasitsteklar. Arten är reproducerande i Sverige. Utöver nominatformen finns också underarten T. s. flavescens.